# José de Matos-Cruz
José de Matos-Cruz (Mortágua, Portugal, le 9 février 1947) est un  écrivain portugais, journaliste, éditeur, professeur de l’enseignement supérieur, chercheur, encyclopédiste. De 1980 à 2010, il fut un membre de la Cinémathèque portugaise, à Lisbonne. Il est connu comme   historien du cinéma portugais (voir : Cinéma portugais).

## Biographie
José de Matos-Cruz finit un cours de droit en 1973 à l’université de Coimbra. Il écrit des articles en journaux et magazines depuis les années soixante.
Il est l’auteur de fictions et poèmes, parmi lesquels on signale les livres Tempo Possível (Temps possible), sorti en 1967, Cafre, en 1970, Alma de Cadáver (Ame de cadavre), en 1985, A Erosão dos Lábios (L’Erosion des Lèvres), en 1992, Hexálogo (Hexalogue), en 2000, Os EntreTantos (Les Entretemps), en 2003, et O Infante Portugal  (Le Néophyte Portugal, en 2007. Il crée et dirige plusieurs magazines de bande dessinée et devient le responsable pour la section Quadradinhos (Petits Carreaux) du journal A Capital, entre 1983-2004. En 2004, il lance une édition périodique en ligne, en version newsletter et dans le format webzine : Imaginário (Imaginaire).
Il est l’auteur d’ouvrages sur le cinéma, parmi lesquels se trouvent des monographies sur Charles Chaplin (1981), Manoel de Oliveira (1996), António de Macedo (2000), Artur Ramos (2003), António Lopes Ribeiro et Francisco Ribeiro (2008) aussi bien que d’autres livres généralistes tels que O Cais do Olhar (Le Quais du Regard) – un recueil en fiches techniques de tous les longs-métrages portugais du XXe siècle. Il sort en 1989  le Prontuário do Cinema Português, un abrégé du cinéma portugais de 1986 à 1989. Un autre ouvrage, O Cinema Português (Le cinéma Portugais), raconté de 1896 à 1998, paraît en 1998. En 2002 il publie 30 Anos com o Cinema Português (30 ans avec le cinéma portugais).
Il collabore avec le journal Diário de Notícias depuis 1986. Il est le consulteur pour la série TV História do Cinema Português (Histoire du cinéma portugais) depuis 1995, aussi bien que pour des dictionnaires et encyclopédies. Entre 1988 et 1989, il collabore comme assesseur avec le RTP (Rádio-télévision portugaise)  en programmes et activités de production.
Il est professeur invité à l’Escola Superior de Teatro e de Cinema (École supérieure de théâtre et cinéma) entre 2000 et 2010. Entre 2002 et 2009 il crée une base de donnés en ligne sur le cinéma portugais pour l'Institut Camões. À partir de 2003 il est professeur en cinéma à l’Universidade Moderna, à Lisbonne. Il est le responsable pour le département Filmografia Portuguesa (filmographie portugaise) à la cinémathèque portugaise entre 1980 et 2008.
Il édite en 2005 une monographie sur l’acteur Joaquim de Almeida : Joaquim de Almeida - 1838-1921 - Um Actor de Montijo, qui sera la genèse d’un annuaire du théâtre au Portugal : l’Anuário Teatral – Portugal, Século XIX, ouvrage en développement.
Son portrait est dressé dans un DVD (José de Matos-Cruz – Memórias Afectivas e Outras Histórias (José de Matos-Cruz, mémoires affectives et d’autres histoires)  – film réalisé par Delfim Ramos.
En 2010 il devient un membre du conseil pour la Fundação D. Luis I, située dans la ville de Cascais.